# 1870 en Grèce
Chronologie de la Grèce
- 1866
- 1867
- 1868
- 1869
- 1870
- 1871
- 1872
- 1873
- 1874

Cette page concerne les évènements survenus en 1870 en Grèce  :

## Événement
- début avril : Affaire des meurtres de Dílesi (el), où des voyageurs, dont un italien et trois aristocrates britanniques, sont assassinés à Dílesi par des brigands.
- 2-17 mai : Recensement de la Grèce

## Sport
- Jeux olympiques de Záppas

## Naissance
- Alexandra de Grèce, princesse de Grèce et de Danemark puis grande-duchesse de Russie.
- Antónios Alméidas (el), joueur de tennis.
- Paléologos C. Candargy (es), botaniste.
- Ioánnis Drosópoulos (el), économiste.
- John Furla (en), athlète.
- Ioánnis Grypáris (el), poète et écrivain.
- Eléni Prosaléndi (el), peintre.
- Aléxandros Schinás, assassin du roi Georges Ier de Grèce
- Andréas Vranás (el), peintre.
- Ioánnis Zépos (el), historien.

## Décès
- Panagiótis Aravantinós (el), personnalité politique.
- Emmanouíl Daoúdoglou (el), anarchiste.
- Ioánnis Rágos (el), militaire.
- Thanassoúlas Valtinós, général.